# 長體脊首絨皮鮋
長體脊首絨皮鮋為輻鰭魚綱鮋形目鮋亞目絨皮鮋科的其中一種，為熱帶海水魚，分布於中西太平洋澳洲及巴布亞紐幾內亞海域，棲息在底層水域，生活習性不明。